# 디도와 아이네이아스

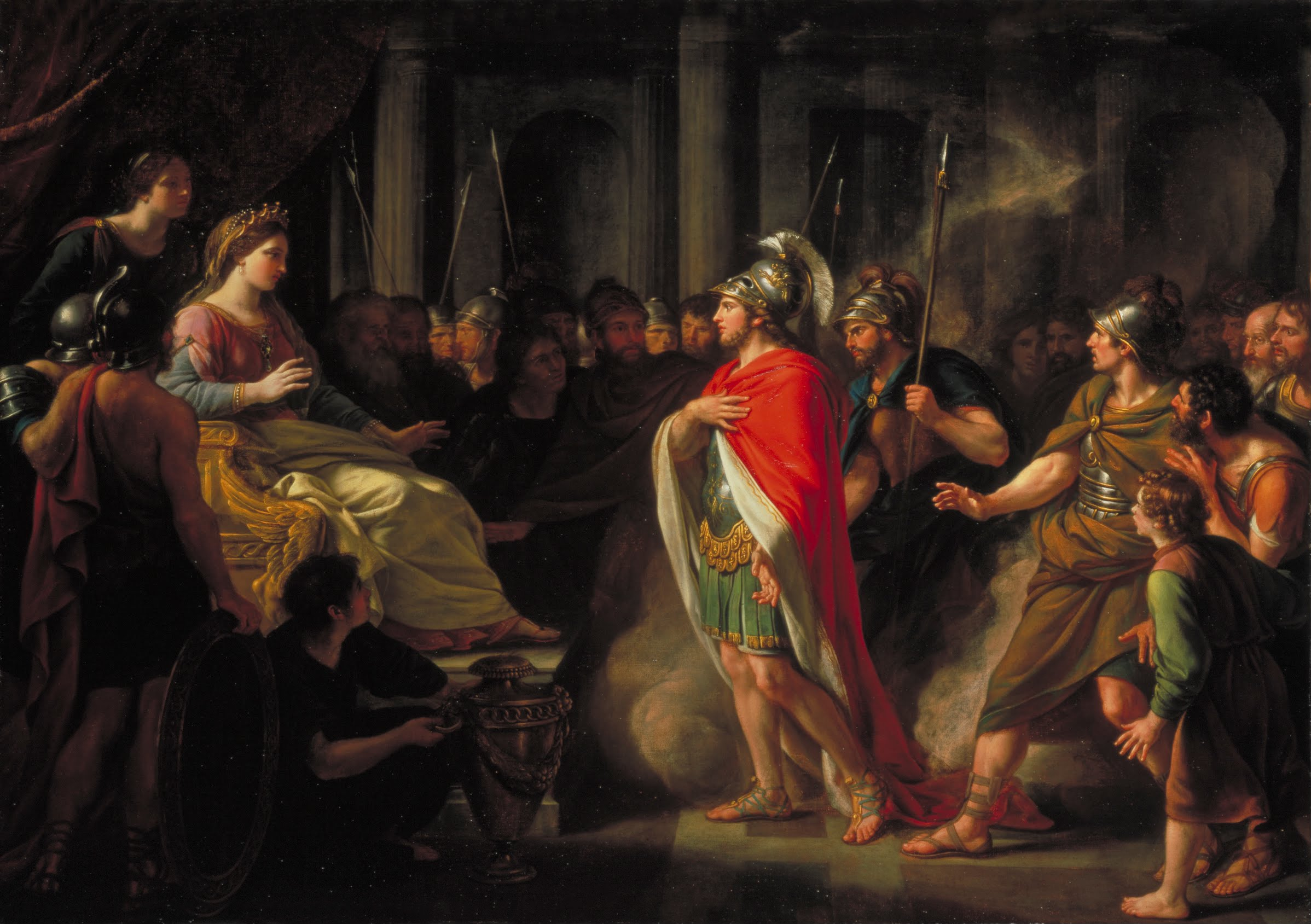

《디도와 에네아스(Dido and Aeneas)》는 바로크시대 (17세기) 영국 작곡가인 헨리 퍼셀이 작곡한 오페라이다. 첫 번째 알려진 공연은 Josias Priest's girls' school에서 1689년 봄에 연주되었다. 이 오페라는 프롤로그와 3악장으로 나뉘어 있다.
트로이가 멸망한 이후의 카르타고를 배경으로, 카르타고의 전설적인 여왕 디도와 트로이의 장군인 에네아스의 이야기를 노래한다.
첫 번째 악장은 에네아스의 등장이고, 두 번째 악장은 마법사들과 동굴에서 함께 있는 장면과 작은 숲에서의 장면이다. 그리고 마지막 세 번째 악장은 항해사들과 마법사들과 디도와 에네아스와 디도의 수행자들의 대한 이야기이다. 그러므로 프롤로그를 제외한 나머지 오페라는 6개의 장면으로 나뉘어 있다.
작곡가 퍼셀은 각각을 다른 장조로 구별하였다 ; C minor, C major, F minor-major, D minor - major, B flat major, 그리고 G minor. (순서대로)